# Rax Rinnekangas
Rax Rinnekangas de son vrai nom  Reijo Rinnekangas (né le 26 septembre 1954 à Rovaniemi) est un photographe, cinéaste et écrivain finlandais,. 

## Biographie
Il est l'un des artistes finlandais contemporains les plus connus à l'international.
Il a tenu près de 50 expositions dans des musées ou galeries en Finlande et à l'étranger.

## Son œuvre
On évoque souvent Edward Hopper et Andreï Tarkovski pour parler de ses créations mêlant réalisme et métaphysique. 
Certaines de ses œuvres sont multilingues.

### Livres sous le nom de Reijo Rinnekangas
- Lähtö (nouvelles), Otava, 1978
- Tuhkasydän (roman), WSOY, 1979
- Ihmisen ääni, WSOY, 1981
- Kukko tunkiolla, WSOY, 1982
- Matka vuorimaahan, Pohjoinen, 1987
- Baskit, Weilin + Göös, 1988
- Euroopan omistaja (essais), Pohjoinen, 1988
- Sinua, sinua ja sinua rakastan : epilogeja petetyille ja pettäjille, Pohjoinen, 1989
- Maanläheiset, Pohjoinen, 1990
- Pohjoista valoa, Pohjoinen, 1990
- Kuu karkaa, Pohjoinen, 1991
- Eurooppalainen yö = European nights, Pohjoinen, 1992
- Myöhästynyt juhla, Pohjoinen, 1993

### Livres sous le nom de Rax Rinnekangas
- Photographies, Pohjoinen, 1994
- Hiljaisuus Biskajanlahdella, Pohjoinen, 1996
- Maantiekiitäjä taiteen labyrinteissa, eli, Tuntemattoman taidesoturin seikkailut maalla, merellä, ilmassa ja maassa, Helsinki, Otava, 1996, 191 p. (ISBN 951-1-14353-0)
- Noitakuningatar Volgan mutkassa = The witch queen of the bend in the Volga, Pohjoinen, 1997
- Spiritus Europæus, Éditions Lurra, 2000
- Auschwitz : the colours of remembrance = Auschwitz : los colores del recuerdo = Auschwitz : les couleurs du souvenir = Auschwitz : muiston värit, Éditions Lurra, 2001
- Muisti on valon toinen kieli = Memory is the other language of light, Éditions Lurra, 2002
- Finlandia, Éditions Lurra, 2003
- Terrori : kertomus, Éditions Lurra, 2004
- Zerkalo = Russian mirror = Espejo ruso = Miroir russe = Russischer Spiegel = Rysk spegel = Venäläinen peili, Éditions Lurra, 2004
- Muodonmuutos : yksinpuhelu Rainer Maria Rilkelle, Éditions Lurra, 2006
- Esa Riippa : grafiikkaa 1997–2007 = grafik 1997–2007 = graphics 1997–2007, Lauttasaari Press, 2007
- Európia, Éditions Lurra, 2007
- Pitämisen ja ei-pitämisen kirja, Éditions Lurra, 2007
- Taide taiteilijoissa : kuvataiteilijat Euroopan reunoilla ja vanhassa keskiössä = Art in artists : visual artists from the fringes and old centres of Europe, Éditions du Musée d'art Didrichsen, 2007
- Kadonnut juutalaispoika, Lurra editions, 2008, 292 p.
- Nocturama, Lurra editions, 2013, 198 p.
- Luciferin viimeinen elämä, Like, 2013, 220 p.
- Käyttämättömät tunteet, Lurra editions, 2014, 268 p.
- Kadonnut kieli, Lurra editions, 2015, 207 p.
- Neljä talvista matkaa, Lurra editions, 2016, 150 p.

### Livres traduits en français
- La lune s'enfuit [« Kuu karkaa »]  (trad. Jean-Michel Kalmbach), Éditions Phébus, 2011 (ISBN 978-2-7529-0489-8 et 2-7529-0489-4)[5].
- Le Juif égaré : roman [« Kadonnut juutalaispoika »]  (trad. du finnois par Johanna Kuningas), Paris, Éditions Phébus, 2013, 224 p. (ISBN 978-2-7529-0770-7)

## Films et photographies
Rax Rinnekangas a écrit des scénarios et réalisé plus d'une douzaine de documentaires et de films d'art. 
En outre, il a publié une dizaine d'ouvrages photographiques et a tenu plus de 50 expositions dans des galeries et musées dans différents pays. 

### Films
- Matka Edeniin, 2011
- Veden peili, 2012
- Luciferin viimeinen elämä, 2013
- Theon talo, 2014

### Documentaires
- Suomalainen ajatus, Yle TV1, 2010[6]

- Série documentaire[6]:
  - La Maison utopique de Constantin Melnikov, Moscou
  - La Maison  Koshino de Tadao Ando,
  - Le Cabanon de Le Corbusier
  - La Villa Mairea d'Alvar Aalto
  - La Maison studio de Luis Barragán, Mexico

## Prix littéraires
- Prix national de littérature